# Geher-Länderkampf der Männer 1971 Großbritannien – BR Deutschland
| 17. Leichtathletik-Länderkampf mit bundesdeutscher Beteiligung 1971 | 17. Leichtathletik-Länderkampf mit bundesdeutscher Beteiligung 1971 |
| ------------------------------------------------------------------- | ------------------------------------------------------------------- |
|                                                                     |                                                                     |
| Geher-Vergleich der Männer: Großbritannien – BR Deutschland         |                                                                     |
| Austragungsort                                                      | London                                                              |
| Wettbewerbe                                                         | 2                                                                   |
| Datum                                                               | 25. September                                                       |
| 1. FRG 2. GBR                                                       | 25 Punkte 19 Punkte                                                 |
| Chronik                                                             |                                                                     |
| ← FRG-FIN (M)                                                       | FRG-FRA-SUI 10kampf (M) →                                           |

Im siebzehnten Vergleich des Länderkampfjahres 1971 kam es zum dritten Aufeinandertreffen der bundesdeutschen Männer mit einer Mannschaft aus Großbritannien. Die erste Begegnung hatte in einem Marathonlauf bestanden, die zweite in einer Veranstaltung mit dem allgemeinen leichtathletischen Programm und nun trafen die Geher der beiden Länder aufeinander. Darüber hinaus hatte es auch einen Vergleich der Frauen in einem allgemeinen Länderkampf gegeben. Am 25. September wurde in London nun noch ein Geherwettkampf ausgetragen. Das erste Aufeinandertreffen der Geher dieser beiden Länder in einem Zweiländerkampf hatte im vorletzten Jahr stattgefunden und 1968 hatte es einen Dreiländerkampf der Geher mit britischer und bundesdeutscher Beteiligung gegeben. Beide Male hatte Großbritannien gesiegt.

## Wettbewerb und Modus
Wie gewohnt standen zwei Wettbewerbe auf dem Programm, das Straßengehen über 20 und auch wieder 35 Kilometer anstelle der damaligen olympischen Distanz von 50 Kilometern. Jede Nation stellte vier Geher je Wettbewerb, von denen die drei Besten mit folgender Punkteverteilung gewertet wurden: 1. Platz: 7 P / 2. Pl.: 5 P / 3. Pl.: 4 P / 4. Pl.: 3 P / …

## Ergebnis
Den Wettbewerb über die kürzere Distanz von zwanzig Kilometern gewann ein britischer Geher und auch die Länderwertung ging dort mit dreizehn zu neun Punkten an Großbritannien. Auf der Strecke über fünfzig Kilometer lagen dagegen alle drei gewerteten bundesdeutschen Geher vorn, sodass die Bundesrepublik die Länderwertung auf der langen Distanz mit sechzehn zu sechs Punkten für sich entschied. Damit lagen die Geher aus der Bundesrepublik Deutschland in der Gesamtwertung mit 25 zu neunzehn Punkten zum ersten Mal vor den britischen Vertretern.

## Legende
Kurze Übersicht zur Bedeutung der Symbolik – so üblicherweise auch in sonstigen Veröffentlichungen verwendet:
| DSQ | disqualifiziert |

## Resultate

### 20-km-Straßengehen
| Platz | Athlet             | Land | Zeit (h) |
| ----- | ------------------ | ---- | -------- |
| 1     | Phil Embleton      | GBR  | 1:31:20  |
| 2     | Gerd Schuth        | FRG  | 1:31:55  |
| 3     | Ron Wallwork       | GBR  | 1:32:35  |
| 4     | Siegfried Richter  | FRG  | 1:33:02  |
| 5     | Steve Gower        | GBR  | 1:33:55  |
| 6     | Manfred Kolvenbach | FRG  | 1:35:37  |
| 7     | Antony Taylor      | GBR  | 1:36:09  |
| 8     | Wilfried Wesch     | FRG  | 1:37:10  |

### 35-km-Straßengehen
| Platz | Athlet             | Land | Zeit (h)        |
| ----- | ------------------ | ---- | --------------- |
| 1     | Gerhard Weidner    | FRG  | 2:45:07         |
| 2     | Herbert Meier      | FRG  | 2:48:10         |
| 3     | Bernd Kannenberg   | FRG  | 2:49:25         |
| 4     | John Warhurst      | GBR  | 2:50:50         |
| 5     | Carl Lawton        | GBR  | 2:54:35         |
| 6     | Jan Brooks         | GBR  | 2:58:16         |
| 7     | Ray Middleton      | GBR  | 2:58:44         |
| DSQ   | Bernhard Nermerich | FRG  | nach etwa 26 km |